# Fritz Pfenninger
Fritz Pfenninger, född den 14 oktober 1934 i Zürich, död den 12 maj 2001 på samma plats, var en schweizisk bancyklist som var specialist på sexdagarslopp, av vilka han vann 33 stycken (nitton av dem med Peter Post). Därtill blev han europamästare i madison tre gånger och i omnium en.
Fritz Pfenninger var inte nära släkt med sin "namne", den dubble vinnaren av Tour de Suisse Louis Pfenninger, men de vann Montréals sexagars tillsammans 1968.

## Meriter

### Bana

#### Europamästerskap ("Vintermästerskapen")[2]
1959/1960
 2:a i madison med Jean Roth
1960/1961
 Europamästare i omnium
1961/1962
 Europamästare i madison med Klaus Bugdahl
 3:a i omnium
1962/1963
 3:a i kilometerlopp
1963/1964
 Europamästare i madison med Peter Post
 2:a i omnium
1965/1966
 3:a i madison med Ron Baensch
1966/1967
 Europamästare i madison med Peter Post
1968/1969
 3:a i madison med Klaus Bugdahl

#### Sexdagarslopp
I tabellen nedan listas Fritz Pfenningers segrar och partners (med initialer):
| \ Säsong |

| Plats \ |

| \ Säsong |

| Partner \ |

Noter:
Lopp: Asterisk efter ortnamnet markerar att tävlingen hölls före nyår (Kölns sexdagars gick över nyårshelgen). Asterisk efter partnern anger att loppet kördes före nyår denna säsong (Zürichs sexdagars flyttades från februari/mars till november/december 1959 – det gick således två lopp i Zürich 1959 – sexdagarsloppens säsonger var vinterhalvår). Berlin körde två lopp per vinter, ett i oktober och ett i januari varje säsong. Antwerpen kördes med tremannalag och detsamma gäller Zürich 1970/1971.
Partners: Raden "Övriga" innehåller de partners som bara bidrog till en seger, dessa är:

 Oscar Plattner (56/57)
 Hans Junkermann (60/61)
 Noël Foré (63/64)
 Rudi Altig (64/65)
 Sigi Renz (65/66)
 Louis Pfenninger (68/69)
 Erich Spahn (70/71)